# Babno polje
Ta članek opisuje polje. Za naselje glej Babno Polje.
Babno polje je okrog 3 km dolga kotanja razpotegnjena v smeri severozahod–jugovzhod. Bolj je podobna razširjeni suhi dolini kot kraškemu polju. Dno je na nadmorski višini 750 m. Severno od polja se dvigajo kopasti vrhovi Racne gore (Črni vrh, 1063 m; Petelinjek, 1212 m), južno od polja pa odrastki Snežnika z vrhovoma Telebačnik (979 m) in Požar (1033 m). V vzdolžni smeri proti jugovzhodu se dno polja nadaljuje v Prezidsko polje, ki je že na Hrvaškem. 

Po Prezidskem polju teče potok Trbuhovica, dno Babnega polja pa je suho. Potok teče proti severu, vendar ponikne še preden doseže Babno polje. Doseže ga le še ob visokih poplavah. Trbuhovica odteka podzemno v izvir Obrha na Loškem polju. Na severozahodni strani se Babno polje razcepi in dvigne v dve 10 do 15 metrov višji široki dolini, ki obvisita nad Loškim poljem. Po severni suhi dolini je speljana cesta med Starim trgom in Babnim Poljem. Dolomitno dno polja, ki je na severnem robu vrtačasto, je pokrito le s tanko plastjo prepereline in prsti. 
Na dnu polja prihaja do močnega toplotnega obrata, zato so pogoste pozne spomladanske in zgodnje jesenske pozebe. Na Babnem polju je zaradi toplotnega obrata zabeležena najnižja temperatura v Sloveniji, –34,5 °C (15. in 16. februar 1956), neuradno pa celo –39,6 °C (leta 1929). Hladno je bilo tudi 1. 3. 2005, ko je bilo v spodnjem, nižjem delu polja, neuradno izmerjenih –36,0 °C. V uradni meteorološki hišici so bile tega dne izmerjene precej višje temperature, in sicer –29,0 ºC. Razlog je v legi uradne meteorološke hišice Babno polje na rahlo dvignjenem robu polja. Najnižje temperature pa so v kotanjah na dnu, saj je ohlajeni zrak težji.
Tanka peščena prst in slabe klimatske razmere so vzrok, da uspevata le krompir in zelje ter se ljudje v glavnem ukvarjajo z gozdarstvom in živinorejo, nekateri pa hodijo na delo v Loško dolino in Cerknico.